# Julian Dennison
Julian Bailey Dennison (Lower Hutt, 26 de octubre de 2002) es un actor neozelandés de cine y televisión.

## Vida y carrera
Dennison nació y creció en Lower Hutt, Nueva Zelanda. Es el tercer hijo de una familia de cuatro hijos. Él tiene un hermano gemelo llamado Christian. Julian es de ascendencia Maorí y es miembro del iwi (tribu) Ngāti Hauā y del pouhara (canoa) Tainui. Asistió a la escuela primaria Naenae, dónde audicionó por primera vez y obtuvo su primer papel en una película Shopping del 2013, luego fue elegido para la película australiana Paper Planes (2014), más tarde asistió a Hutt International Boy's School en Upper Hutt.
Dennison continuó actuando, esta vez participando en un anuncio para la Agencia de Transportes de Nueva Zelanda para desalentar conducir bajo la influencia de las drogas. El anuncio se convirtió en una sensación en Nueva Zelanda y Australia, y fue dirigido por Taika Waititi, quién luego le pidió a Dennison que protagonizara su película Hunt for the Wilderpeople (2016) sin la necesidad de audicionar. La película se convirtió en la cinta más taquillera de Nueva Zelanda hasta la fecha, y fue aclamada por la crítica.
Dennison interpretó a Russell Collins en la película de 2018 Deadpool 2. Fue elegido por su actuación en Wilderpeople y la amistad de Waititi con los cineastas de Deadpool. En junio de 2018 Dennison fue el primero en ser elegido para Godzilla vs. Kong en un papel secundario. Actualmente vive en Foxton, Nueva Zelanda.

## Filmografía
Cine
- Shopping (2013) como Solomon.
- Paper Planes (2015) como Kevin.
- Hunt for the Wilderpeople (2016) como Ricky Baker.
- Chronesthesia (2016) como Beni.
- Deadpool 2 (2018) como Firefist Russell Collins.
- The Christmas Chronicles 2 (2020) como Belsnickel.
- Godzilla vs. Kong (2021) como Josh Valentine.
- Y2K (2024) como CJ.
- Cómo entrenar a tu dragón (2025); como Fishlegs Ingerman

Televisión
- Funny Girls (2016).
- The Strange Chores (2019-presente) cómo Pierce (voz).